# Luxembourg Open 2009
Luxembourg Open 2009 var en tennisturnering som spelades inomhus på hardcourt. Det var 14:e upplagan av Fortis Championships Luxembourg, och ingick I WTA International tournaments på WTA-touren 2009. Turneringen spelades i Luxembourg under perioden 17-25 oktober 2009.

## WTA-deltagare

### Seedning
| Land      | Spelare                 | Rank1 | Seed |
| --------- | ----------------------- | ----- | ---- |
| Danmark   | Caroline Wozniacki      | 5     | 1    |
| Belgien   | Kim Clijsters           | 18    | 2    |
| Spanien   | Anabel Medina Garrigues | 21    | 3    |
| Slovakien | Daniela Hantuchová      | 23    | 4    |
| Belgien   | Yanina Wickmayer        | 24    | 5    |
| Tyskland  | Sabine Lisicki          | 28    | 6    |
| Ukraina   | Kateryna Bondarenko     | 29    | 7    |
| Spanien   | Carla Suárez Navarro    | 34    | 8    |

- Seedning baserad på ranking den 12 oktober 2009

### Andra deltagare
Följande spelare fick wildcards till huvudlottningen av singlarna:
- Kim Clijsters
- Polona Hercog
- Mandy Minella

Följande fick gå in I turneringen från kvalificeringslottningen
- Maria Elena Camerin
- Catalina Castaño
- Kirsten Flipkens
- Barbora Záhlavová-Strýcová

Följande spelare fick ta sig in som Lucky Loser:
- Anne Kremer
- Aravane Rezaï

## Mästare

### Singel
Timea Bacsinszky slog  Sabine Lisicki, 6-2, 7-5
- Bacsinszkys första titel för såväl året som hennes karriär.

### Dubbel
Iveta Benešová /  Barbora Záhlavová-Strýcová slog  Vladimíra Uhlířová /  Renata Voráčová, 1-6, 6-0, [10-7]